# Königliche Freistadt
Königliche Freistadt (lateinisch libera regia civitas, ungarisch szabad királyi város, slowakisch slobodné kráľovské mesto, kroatisch und serbisch slobodni kraljevski grad) war vom 15. Jahrhundert bis 1871 (formal auch bis Anfang des 20. Jahrhunderts) die mit gewissen Vorrechten verbundene offizielle Bezeichnung für die wichtigsten Städte im Königreich Ungarn.
Es handelte sich um Gemeinden, die durch den König aus dem Einflussbereich der Landesherren herausgenommen wurden (daher die Bezeichnung „königlich“), von diesem bestimmte Vorrechte erhielten und das Selbstverwaltungsrecht in Bezug auf ihre innern Angelegenheiten ausübten (daher die Bezeichnung „frei“). Königliche Städte gab es im Königreich Ungarn seit dem 13. Jahrhundert,
königliche Freistädte seit dem 15. Jahrhundert.

## Charakteristik
Es handelte sich um „königliche“ und „freie“ Städte, also Gemeinden, die aus der Verwaltung und dem Einfluss von Landherrn herausgenommen wurden, „frei“ von diesen existierten, zugleich vom König mit gewissen Vorrechten versehen wurden und (seit) 1405 als Landtagsabgeordnete zugelassen waren. Sie übten das Selbstverwaltungsrecht in Bezug auf ihre inneren Angelegenheiten in der Regel selbst aus.
Eine Königliche Freistadt verfügte (zumindest bis zum 17. Jahrhundert) in der Regel über:
- einen frei gewählten Stadtrichter (jedoch durch den König gebilligt)
- eigene Stadtorgane (vor allem einen Stadtrat), die die Stadt verwalteten und über das Stadtvermögen selbständig verfügten
- volle Gerichtsbarkeitsrechte, die vom Stadtrichter oder vom Stadtrat ausgeübt wurde (Berufungen oblagen dem König)
- einen frei gewählten Pfarrer
- einen freien Markt (die Erträge gingen an den König)
- wirtschaftliche Privilegien (Befreiung von der Maut in bestimmten Landesteilen oder im gesamten Land, Befreiung von den Grenzzöllen, das Stapelrecht, Privilegien beim Verkauf von Produkten aus der Stadt usw.)

Spezialrechte (zumindest bis zum 17. Jahrhundert) waren:
- das Recht, die in der Stadt geltenden Maßeinheiten festzulegen und ihre Einhaltung zu überprüfen
- das Recht als Landherr zu fungieren (tatsächlich besaßen viele der Städte ihnen unterstellte Dörfer)
- das Recht der Bürger, ihr Vermögen ihren Nachkommen frei zu vermachen

Die Pflichten umfassten:
- Steuerabfuhr an den König
- Bewirtung des Königs, wenn dieser die Stadt besuchte
- Neujahrgeschenke für den König
- anfangs auch die Pflicht Soldaten für das königliche Heer zu stellen

## Geschichte

### 13.Jahrhundert
Die ersten Siedlungen (De-facto-Städte) im Königreich Ungarn erhielten ihre Stadtrechte (De-jure-Städte) vom König im 13. Jahrhundert (zum Beispiel Schemnitz/Selmecbánya/Banská Štiavnica vor 1238, Tyrnau/Nagyszombat/Trnava 1238) und wurden heute und damals unter anderem als „königliche Städte“ bezeichnet. Zunächst waren es bei genauerer Betrachtung die in der Regel deutschen „hospites“ („Gäste“, also angeworbene Siedler), die diese Rechte erhielten, aber bereits im gleichen Jahrhundert gab es auch schon Städte (zum Beispiel Altsohl/Zólyom/Zvolen), in denen diese Rechte sämtlichen Bewohnern verliehen wurden. Die meisten Städte gab es auf dem Gebiet der heutigen Slowakei, wobei die Städte der Zips 1271 vom König sogar kollektiv ein einziges Stadtrecht erhielten. Im Königreich Kroatien waren Perna (1225) und Zagreb (1242) die ersten königlichen Freistädte.
Bereits im gleichen Jahrhundert gab es (viel seltener) auch Städte, die ihre Rechte von den Landesherren, insbesondere von kirchlichen Funktionären (Erzbischof u. ä.) erhielten. Ihre Rechte waren damals noch jenen der königlichen Städte ähnlich, nur wurde die Person des Königs in den jeweiligen Stadtrechten durch die des Landherrn ersetzt. Diese Städte werden heute als „nicht-königliche Städte“ bezeichnet (zum Beispiel Jasov 1243, Heiligen-Kreutz/Garamszentkereszt/Žiar nad Hronom 1246). Eine teilweise besondere und anfangs recht große Gruppe der königlichen sowie nicht-königlichen Städte bildeten die Bergstädte (zum Beispiel Schemnitz/Selmecbánya/Banská Štiavnica, Jasov/Jászó). Die ersten Ansätze einer Unterscheidung der rechtlichen Stellung der Städte gab es bereits im 13. Jahrhundert, als einige königliche sowie nicht-königliche Städte über volle (Tyrnau/Nagyszombat/Trnava, Pressburg/Prešporok/Pozsony (Bratislava) …), andere nur über teilweise Gerichtsbarkeitsrechte verfügten (Jasov …).

### 14. Jahrhundert
Im 14. Jahrhundert hat sich die autonome Stellung der Städte erhöht, es entstand ein Stadtrat mit zwölf Mitgliedern, es wurden Stadtmauern gebaut (wofür die Städte vom König diverse Ermäßigungen u. ä. erhielten), die Anzahl der nicht-königlichen Städte nahm deutlich zu, und die Entwicklung des komplizierten Systems des (damals in der Regel deutschen) Stadtrechts war abgeschlossen. Vereinfachend kann man in diesem Jahrhundert bereits unterscheiden zwischen:
- Städten der ersten Kategorie (vor allem Schatzmeisterstädte [siehe unten], Bergstädte und Leutschau/Lőcse/Levoča), das heißt den künftigen königlichen Freistädten und freien Bergstädten
- Städten der zweiten Kategorie (vor allem sonstige königliche Städte) und
- Kleinstädten (vor allem nicht-königliche Städte)

1308 werden als die vier wichtigsten Städte des Königreichs Tyrnau/Nagyszombat/Trnava, Pozsony/Bratislava/Pressburg, Schemnitz/Selmecbánya/Banská Štiavnica und Ofen/Buda erwähnt.

### 15. und 16. Jahrhundert
Vom Inhalt des Begriffs her kann von „königlichen Freistädten“ (also von Städten die königlich und in bestimmter Weise „frei“ waren) seit Anfang des 15. Jahrhunderts gesprochen werden, insbesondere nachdem es 1405 den Vertretern der königlichen Städte, nicht-königlichen Städte (und „freien Gemeinden“) erlaubt wurde, an Landtagssitzungen teilzunehmen. In diesem Jahrhundert erscheint auch der Begriff „Freistadt“ systematisch in den Stadtrechtsurkunden in der lateinischen Form „civitas“ als Bezeichnung für (wirklich) freie mit Stadtmauern versehene Städte (anderen Städten wurden Stadtmauern versagt). Alle anderen Städte (königlich sowie nicht-königlich) werden als „oppidum“ (Kleinstadt) bezeichnet. Ab dem Ende des 15. Jahrhunderts wurden diese Begriffe faktisch auch durch Beschlüsse des Landtags bestätigt:
- 1498 werden vom König die zehn „wichtigsten Städte“ des Königreichs, das heißt die königlichen Freistädte, erwähnt (sechs davon auf dem Gebiet der heutigen Slowakei), zum Beispiel Pressburg/Prešporok/Pozsony/(Bratislava), Kaschau/Košice, Tyrnau/Nagyszombat/Trnava, Leutschau/Lőcs/Levoča
- 1492 wurde die seit 150 Jahren ignorierte Vorschrift, nach der alle Städte zur Zahlung von Naturalien an ihren jeweiligen Landherrn verpflichtet sind, erneuert, und zwar nur für Städte ohne Stadtmauern (das heißt oppida)
- 1514 wird schließlich eine genaue Kategorisierung und Bezeichnung der Städte (das heißt der königlichen Städte) festgeschrieben:
  - Königliche Freistädte mit voller Gerichtsbarkeit und dem Hauptschatzmeister (Tarnackmeister) als übergeordneter Berufungsinstanz (sogenannte „Schatzmeisterstädte“ bzw. „Tavernikalstädte“, ung. tárnoki városok, slow. tavernikálne mestá): acht Städte – Pressburg/Prešporok/Pozsony/(Bratislava), Kaschau/Kassa/Košice, Tyrnau/Nagyszombat/Trnava, Bartfeld/Bártfa/Bardejov, Eperies/Eperjes/Prešov, Ofen/Buda, Pest, Ödenburg/Sopron
  - Königliche Freistädte mit dem Gericht des königlichen „personalis“ als höchster Berufungsinstanz (sogenannte „Personalisstädte“): sieben Städte (zum Beispiel Leutschau/Lőcse/Levoča, Skalitz/Szakolca/Skalica, Zeben/Kisszeben/Sabinov)
  - Freie Bergstädte (grundsätzlich mit dem Gericht des königlichen „personalis“ – in Bergbauangelegenheiten jedoch mit der Bergbaukammer – als höchster Berufungsinstanz): Kremnitz/Körmöcbánya/Kremnica, Neusohl/Besztercebánya/Banská Bystrica, Schemnitz/Selmecbánya/Banská Štiavnica, Altsohl/Zólyom/Zvolen sowie „sonstige Bergstädte“ (das heißt höchstwahrscheinlich Königsberg an der Gran/Újbánya/Nová Baňa, Pukanz/Bakabánya/Pukanec, Libethen/Libetbánya/Ľubietová und Dilln/Bélabánya/Banská Belá)

Anfang des 15. Jahrhunderts gab es im Königreich also insgesamt 23 Städte (civitas), davon 15 königliche Freistädte (von denen 7 im Jahre 1526 Bestandteil des Osmanischen Reichs wurden) und 8 freie Bergstädte. Daneben gab es rund 750 Kleinstädte/Märkte (lat. oppidum, ung. mezöváros, slow. mestečko), von denen einige immer noch im Sinne der ihnen zustehenden Rechte als „freie Städte“ bezeichnet wurden. Es ist zu beachten, dass in der Literatur manchmal auch die freien Bergstädte (lat. liberae civitates montanae) als „königliche Freistädte“ (das heißt freie königliche Bergstädte) bezeichnet werden.
Im 15. Jahrhundert lebten in den königlichen Freistädten nur 2–3 % (in der Slowakei 4 %) der Bevölkerung. Verglichen mit Westeuropa handelte es sich höchstens um mittelgroße Städte. Im 15.–17. Jahrhundert verloren die Deutschen (aber auch Italiener, Franzosen u. ä.) sukzessive die traditionelle Oberhand in den Städten zugunsten von Slowaken, anderen Slawen bzw. Magyaren in den jeweiligen ethnischen Gebieten. Über die Verhältnisse in Siebenbürgen sind nur sehr wenig Informationen erhalten geblieben.
Obwohl die königlichen Freistädte seit 1405 an Landtagen teilnehmen durften, hatten alle Städte insgesamt nur eine Stimme, sodass sie anfangs kaum teilnahmen. Seit den 1440ern nahmen sie öfter teil, 1490–1526 besuchten sie die Landtage wieder nur unregelmäßig, und auch danach war ihr Einfluss im Landtag vernachlässigbar gering.
Die Liste der königlichen Freistädte ist vor allem im 16. und 17. Jahrhundert um einige Städte länger geworden.

### 17. und 18. Jahrhundert
1608 ging das Recht auf Erteilung von Stadtrechten vom König auf den Landtag über. Laut Gesetz XVII/1687 durfte der König eine Stadt nur mit Zustimmung des Landtags zu einer königlichen Freistadt erheben, was jedoch seitens der Könige oft ignoriert wurde, insofern man die Zustimmung erst nachträglich einholte.
Wohl aufgrund der besonderen Entwicklung im Königreich Ungarn (Königlichen Ungarn) durch Kämpfe mit den Türken blieben die Selbstverwaltungsrechte der königlichen Freistädte hierzulande verglichen mit den Städten in Westeuropa relativ lang erhalten. Erst nach der Niederschlagung der antihabsburgischen Wesselényi-Verschwörung (1670) fing König Leopold I. von Habsburg an, sich in die Angelegenheiten der Städte einzumischen, und insbesondere diese zu rekatholisieren, da die Bewohner der Städte im Königlichen Ungarn seit dem 16. Jahrhundert größtenteils Protestanten waren, die Habsburger jedoch katholisch waren. Am Landtag zu Ödenburg von 1681 wurde die Religionsfreiheit zwar weitgehend erneuert (nach 1687 wieder zum Teil eingeschränkt), die Bedingung, dass mindestens 50 % der Stadträte der königlichen Freistädte Katholiken sein müssen, wurde jedoch durchgesetzt. 1714 verabschiedete der Landtag in Pressburg ein Gesetz, nach dem den Städten die Wahl von Ämtern ohne Anwesenheit der von Wien in die einzelnen königlichen Freistädte gesandten königlichen Kommissare untersagt wurde. Es kam häufig vor, dass der königliche Kommissar die Wahl annullierte, wenn der Günstling der Habsburger nicht gewählt wurde, oder dass er gleich einen Kandidaten, der kein Bürger der Stadt war, zum Stadtrat ernannte.

### 18. Jahrhundert
Im 17. Jahrhundert gab es im königlichen Ungarn (das heißt weitgehend in der heutigen Slowakei) drei Systeme der Stadtorgane:
- In der Westslowakei, einschließlich der zwischenzeitlich ungarischen Hauptstadt Pressburg, gab es einen Stadtrat (12 Personen + Stadtrichter) und eine sogenannte gewählte Gemeinde (60- bis 100-gliedriger Rat), die bei ernsten Anlässen einberufen wurden. Die betreffenden Städte hatten einen Stadtrichter, Bürgermeister und Stadthauptmann, die jeweils für ein Jahr gewählt wurden. Der Stadtrat und die gewählten Gemeinde wurden lebenslang gewählt. Wahlberechtigt waren sämtliche Stadtrechtsinhaber.
- In der Mittelslowakei gab es folgende Änderungen: Der Stadtrat war um eine Person kleiner, die gewählten Gemeinden wurden durch sogenannte Außenräte (24 Mitglieder) ersetzt und es gab keinen Bürgermeister und Kapitän.
- In der Ostslowakei wurde der Stadtrat nur für ein Jahr gewählt und wahlberechtigt waren nur die Mitglieder der sogenannten gewählten Gemeinde. Die gewählte Gemeinde wurde jeweils vom zurücktretenden Stadtrat gewählt und wählte im Anschluss den neuen Stadtrat.

Nach etwa hundert Jahren vielfacher Anstrengungen ist es in den 1750ern, als Kaschau/Kassa/Košice als letzte königliche Freistadt endlich nachgab, den Königen in Wien gelungen, ein einheitliches System der Stadtorgane und Stadtorganwahl in den Städten durchzusetzen. Es handelte sich dabei um das in der Hauptstadt Pressburg geltende System, mit der Ausnahme, dass nur Mitglieder der gewählten Gemeinde (40–100 Mitglieder) wahlberechtigt waren, wobei die gewählte Gemeinde lebenslang und die Stadträte, Stadtrichter, Bürgermeister, Volkstribune und Stadtkapitäne mindestens für 2 Jahre gewählt wurden.
Seit 1755 wurden Kandidaten für Stellen in den Selbstverwaltungsorganen nur noch unter den Stadtratsmitgliedern ausgewählt, was eine weitere wichtige Einschränkung der alten demokratischen Traditionen darstellte, da ja vorher jeder Bürger Mitglied der Selbstverwaltungsorgane werden konnte. 1765 wurde die Form der Stadtratswahl vereinheitlicht: Es wurde nunmehr durch das Einwerfen von kleinen, mit dem Kandidatennamen versehenen Kugeln in die Wahlurnen gewählt.
Seit dem Ende des 18. Jahrhunderts wurden die königlichen Freistädte vom Adel (statt wie bis dato von Bürgern und Mitgliedern der Zünfte) beherrscht, da eine Verordnung der Ungarischen Kammer verlangte, dass nur Personen mit guter Bildung, die der Sprachen und des Rechts mächtig seien, Stadtvertreter werden, was die meisten Bürger damals noch nicht erfüllen konnten. Die Verordnung der Ungarischen Kammer regelte auch die Wahlen der Organe der königlichen Freistädte, das Umgehen mit Geldmitteln in diesen Städten und andere ihrer Angelegenheiten.

### 19. Jahrhundert
1848 wurden die königlichen Freistädte per Gesetz (Gesetz XLIII/1848) ihrer Größe nach in kleine (unter 12.000 Einwohner), mittlere (12.000–30.000 Einwohner) und große Städte (über 30.000 Einwohner) eingeteilt.
1869 (Gesetz IV/1869) wurde im Königreich die Rechtsprechung von der Verwaltung getrennt, wobei auch die königlichen Freistädte ihre Autonomie in der Rechtsprechung verloren.
1870 wurden mit dem Gesetz XLII/1870 neben den Königlichen Freistädten die Kategorie der „Städte mit Munizipium“ („Munizipalstädte“, ung. törvényhatósági jogú városok, bzw. „Mit Munizipalrecht bekleidete Städte“, ung. törvényhatósági joggal felruházott városok) als weitere Kategorie der sogenannten Munizipien (ung. törvényhátoságok) geschaffen, zu der 20 (ab 1873) 25 Städte gehörten. Munizipien war im Königreich Ungarn die Bezeichnung für autonome Gebietskörperschaften (Gespanschaften, Munizipalstädte und einige besondere Gebietseinheiten).
1877 wurde mit Gesetz XX/1876 ein beträchtlicher Teil der königlichen Freistädte und der Städte mit Munizipium – konkret 28 königliche Freistädte und 19 Städte mit Munizipium – in Stadtgemeinden („Städte mit errichtetem Magistrat“, ung. rendezett tanácsú városok) umgewandelt.
- Folgende Städte blieben ab 1877 Königliche Freistädte (in Klammern Abkürzung des Landes, in dem sie sich heute befinden):
  - Arad (RO)
  - Budapest (HU)
  - Debreczin/Debrecen (HU)
  - Fünfkirchen/Pécs (HU)
  - Kaschau/Kassa/Košice (SK)
  - Klausenburg/Kolozsvár/Cluj (Cluj-Napoca) (RO)
  - Komorn/Komárom/Komárno (SK)
  - Maria-Theresiopel/Szabadka/Subotica (RS)
  - Neumarkt am Mieresch/Marosvásárhely/Târgu Mureș (RO)
  - Neusatz/Újvidék/Novi Sad (RS)
  - Ödenburg/Sopron (HU)
  - Pressburg/Prešporok/Pozsony/(Bratislava) (SK)
  - Raab/Győr (HU)
  - Sathmar/Szatmárnémeti/Satu Mare (RO)
  - Schemnitz/Selmecbánya/Banská Štiavnica zusammen mit Dilln / Banská Belá (SK)
  - Sombor/ZomborSombor (RS)
  - Stuhlweißenburg/Székesfehérvár (HU)
  - Szeged (HU)
  - Temeswar/Temesvár/Timișoara (RO)

- Die restlichen 28 wurden in Stadtgemeinden umgewandelt:
  - Altsohl/Zólyom/Zvolen (SK)
  - Bartfeld/Bártfa/Bardejov (SK)
  - Bösing/Bazin/Pezinok (SK)
  - Bries an der Gran/Breznobánya/Brezno (SK)
  - Eisenstadt/Kismarton (AT)
  - Eperies/Eperjes/Prešov (SK)
  - Elisabethstadt/Erzsébetváros/Dumbrăveni (RO)
  - Frauenbach/Nagybánya/Baia Mare (RO)
  - Gran/Esztergom (HU)
  - Güns/Kőszeg (HU)
  - Karpfen/Korpona/Krupina (SK)
  - Kesmark/Késmárk/Kežmarok (SK)
  - Königsberg an der Gran/Újbánya/Nová Baňa (SK)
  - Kremnitz/Körmöcbánya/Kremnica (SK)
  - Libethen/Libetbánya/Ľubietová (SK)
  - Leutschau/Lőcse/Levoča (SK)
  - Mittelstadt/Felsőbánya/Baia Sprie (RO)
  - Modern/Modor/Modra (SK)
  - Neusohl/Besztercebánya/Banská Bystrica (SK)
  - Neuschloss/Szamosújvár/Gherla (RO)
  - Punkanz/Bakabánya/Pukanec (SK)
  - Rust/Ruszt (AT)
  - Sankt Georgen/Szentgyörgy/Svätý Jur (SK)
  - Skalitz/Szakolca/Skalica (SK)
  - Trentschin/Trencsén/Trenčín (SK)
  - Tyrnau/Nagyszombat/Trnava (SK)
  - Weißenburg/Gyulafehérvár/Alba Iulia (RO)
  - Zeben/Kisszeben/Sabinov (SK)

Diese Stadtgemeinden (Stadtgemeinden, die vorher den Titel königliche Freistadt trugen) behielten jedoch rein formal den Titel „königliche Freistadt“ bei. Bis auf Gran/Esztergom und Güns/Kőszeg liegen alle diese Stadtgemeinden außerhalb des heutigen Ungarn. Im heutigen Österreich waren, wie aus der Liste ersichtlich, die damals zu Ungarn (und jetzt als Teil des Burgenlandes zu Österreich) gehörenden Städte Kismarton/Eisenstadt und Ruszt/Rust königliche Freistädte. Sie wurden 1926 als Städte mit eigenem Statut anerkannt.
1886 wurden die in der obigen Liste genannten Königlichen Freistädte (außer Budapest) mit Gesetz XXI/1886 in Städte mit Munizipium umgewandelt, was das Ende der Kategorie der Königlichen Freistadt im Königreich Ungarn bedeutete. Formal behielten aber diese Städte ihren Titel Königliche Freistadt auch nach 1886 bei. Budapest erhielt eine besondere Stellung.
Die Liste der Städte mit Munizipium hat sich dann bis 1918 (Ende des Königreichs Ungarn) nicht mehr geändert (es kam lediglich 1907 die Stadt Miskolc hinzu).
Die seit 1921 zu Österreich gehörigen Städte Eisenstadt und Rust bezeichnen sich nach wie vor amtlich als „Freistädte“, was Statutarstädten in anderen Bundesländern entspricht.